# فیته
فیته (به لاتین: Fite) یک منطقهٔ مسکونی در روسیه است که در شهرستان آگولسکی واقع شده‌است.